# Hansenia retusa
Hansenia retusa är en insektsart som först beskrevs av Johan Christian Fabricius 1787. 
Hansenia retusa ingår i släktet Hansenia och familjen Flatidae. Inga underarter finns listade.